# Robotno-Fitowo
Robotno-Fitowo – zniesiona nazwa części wsi Ciche w Polsce położona w województwie kujawsko-pomorskim, w powiecie brodnickim, w gminie Zbiczno, na obszarze Brodnickiego Parku Krajobrazowego.
W latach 1975–1998 miejscowość administracyjnie należała do województwa toruńskiego.
Zobacz też: Robotno